# La vera storia di John Lennon
La vera storia di John Lennon (In His Life: The John Lennon Story) è un film tv del 2000 diretto da David Carson sulla genesi ed evoluzione dei Beatles.